# Sphaeriodesmus pinetorum
Sphaeriodesmus pinetorum är en mångfotingart som först beskrevs av Chamberlin 1922.  Sphaeriodesmus pinetorum ingår i släktet Sphaeriodesmus och familjen Sphaeriodesmidae. Inga underarter finns listade i Catalogue of Life.